# Ultrabalaton
Az NN Ultrabalaton egy 221 kilométeres ultramaratoni futóverseny a Balaton körül. 
Az alapítók 2007-ben egy 200 kilométer feletti ultrafutó versenyt álmodtak meg. A résztvevők létszáma akkor összesen 200 fő volt. Ehhez a maroknyi csapathoz évről évre egyre többen csatlakoztak, így 2018-ra az indulók száma már meghaladta a 11 ezret. Az első években a tihanyi Belső-tó partjáról rajtolt a mezőny, 2013-ban a versenyközpont átköltözött Balatonaligára. 2019-ben pedig már Balatonfüredről rajtol az UB. A teljesítésre csapatban (váltóverseny) vagy egyéniben egyaránt 32 óra áll rendelkezésre. 
A versenyt a Zöldgömb Sport Klub álmodta meg, az első 7 eseményt a Szupermaraton Kft. rendezte, akkoriban kb. 350 csapat állt rajtvonahoz. A nyolcadik évtől a Balatonman Triatlon Kft. szervezésében valósul meg az Ultrabalaton, 2019-ben 1200-1300 csapatot várnak a szervezők. A nemzetközi ultrafutó szövetség, az IAU, 2008. január 5-én ezüst fokozatú minősítést adományozott a versenynek, és ezzel az Ultrabalaton lett az első magyar verseny, mely ezt az elismerést elérte. 
A 10. Ultrabalatonon csatlakozott névadóként az NN az eseményhez, azóta NN Ultrabalaton néven kerül megrendezésre. 

## Útvonal
A verseny zömében a Balatont körül ölelő kerékpárúton halad, de az északi parton, Aszófő és Nemesgulács között eltávolodik a tótól és a Káli-medence települései között halad.
Az útvonal 2019-ben:
Aszófő -  Pécsely -  Vászoly -  Dörgicse -  Balatonakali -  Zánka ÚNK -  Zánka -  Köveskál -  Kővágóörs -  Salföld -  Badacsonyörs Varga pincészet -  Badacsony -  Badacsonytördemic -  Balatongyörök -  Vonyarcvashegy -  Gyenesdiás -  Keszthely -  Fenékpuszta -  Balatonberény -  Balatonmáriafürdő nyugat -  Balatonmáriafürdő kelet -  Balatonfenyves -  Alsóbélatelep -  Fonyód -   Fonyódliget -  Balatonboglár -  Balatonlelle nyugat -  Balatonlelle kelet -  Balatonszemes -  Balatonszárszó -  Balatonföldvár -   Balatonföldvár strand -  Zamárdi -  Balatonszéplak -  Siófok nyugat -  Siófok kelet -  Siófok-Sóstó -  Balatonvilágos parti út -  Balatonvilágos -  Balatonakarattya -  Balatonkenese -  Balatonfűzfő -  Balatonalmádi -  Balatonalmádi strand -  Alsóörs -  Csopak -  Balatonfüred Probio -  Balatonfüred befutó

### Férfiak
| Év   | 1.                          | eredmény | 2.                      | eredmény | 3.                      | eredmény |
| ---- | --------------------------- | -------- | ----------------------- | -------- | ----------------------- | -------- |
| 2024 | HUN Erős Tibor              | 17:35:02 | SLO Luka Videtič        | 19:09:19 | NOR Simen Holvik        | 19:37:44 |
| 2023 | HUN Mihalik Norbert         | 16:27:54 | ITA Marco Visintini     | 18:21:09 | HUN Beda Szabolcs       | 19:35:04 |
| 2022 | HUN Bódis Tamás             | 16:34:28 | HUN Erős Tibor          | 16:50:29 | SVK Tomáš Borčin        | 19:40:13 |
| 2021 | HUN Csécsei Zoltán          | 17:54:46 | UKR Igor Gotsuliak      | 19:37:39 | HUN Drexler Gábor       | 19:41:50 |
| 2020 | HUN Bódis Tamás             | 19:08:14 | HUN Csécsei Zoltán      | 19:20:53 | HUN Beda Szabolcs       | 21:23:10 |
| 2019 | HUN Bódis Tamás             | 20:26:37 | ITA Enrico Maggiola     | 21:07:33 | POL Andzrej Radzikowski | 21:47:33 |
| 2018 | POL Andrej Wereszcsak       | 23:08:09 | HUN Bognár Ákos         | 24:07:01 | POL Pawel Kudlak        | 24:22:02 |
| 2017 | GBR Dan Lawson              | 18:30:20 | DEN Mathias Jørgensen   | 20:24:19 | HUN Mihalik Norbert     | 20:27:55 |
| 2016 | ROU Florin-Sebastian Ionita | 23:05:36 | HUN Halama Levente      | 23:27:51 | HUN Veres Szilárd       | 24:02:30 |
| 2015 | NED Jan-Albert Lantink      | 18:37:06 | POL Andzrej Radzikowski | 18:58:32 | ITA Ivan Cudin          | 20:01:24 |
| 2014 | ITA Ivan Cudin              | 18:30:12 | SLO Lojze Primožič      | 19:12:06 | SLO Boris Ivanovič      | 19:39:56 |
| 2013 | HUN Pula Tamás              | 20:34:43 | HUN Vakhal Norbert      | 20:50:07 | HUN Rudolf Tamás        | 21:17:22 |
| 2012 | HUN Bogár János             | 23:00:34 | HUN Vajda Zoltán        | 24:16:06 | HUN Lajkó Csaba         | 24:22:42 |
| 2011 | SLO Boris Ivanovič          | 19:36:56 | HUN Mazur Béla          | 19:56:09 | GBR John Pares          | 20:55:37 |
| 2010 | HUN Vozár Attila            | 20:30:32 | HUN Kovács László       | 21:54:20 | SLO Lojze Primožič      | 22:19:14 |
| 2009 | SUI Eusébio Bochons         | 21:23:15 | POL Piotr Kuryło        | 21:54:03 | HUN Tóth Attila         | 22:11:53 |
| 2008 | GRE Jánisz Kúrosz           | 19:27:52 | GER Michael Vanicek     | 19:58:54 | HUN Kalotai Levente     | 21:10:46 |
| 2007 | HUN Bogár János             | 18:50:06 | GRE Jánisz Kúrosz       | 18:52:00 | HUN Lőw András          | 23:19:05 |

### Nők
| Év   | 1.                       | eredmény | 2.                              | eredmény | 3.                                    | eredmény |
| ---- | ------------------------ | -------- | ------------------------------- | -------- | ------------------------------------- | -------- |
| 2024 | HUN Nagy Katalin         | 20:20:30 | HUN Szilágyiné Dr. Tóth Tímea   | 20:53:39 | HUN Horn Zsanett                      | 22:07:34 |
| 2023 | HUN Maráz Zsuzsanna      | 21:20:06 | HUN Dr. Csupor Krisztina        | 22:13:12 | HUN Zétényi Szvetlana                 | 22:33:59 |
| 2022 | HUN Cseke Lilla          | 20:15:15 | HUN Hornné Heiligermann Zsanett | 21:32:11 | HUN Brown Viktória                    | 22:21:57 |
| 2021 | POL Patrycja Bereznowska | 21:36:27 | HUN Cseke Lilla                 | 22:05:02 | HUN Tóth Éva                          | 23:15:50 |
| 2020 | HUN Maráz Zsuzsanna      | 21:58:02 | POL Patrycja Bereznowska        | 23:27:09 | HUN Csákány Krisztina                 | 27:57:43 |
| 2019 | DEN Stine Rex            | 22:21:34 | HUN Zétényi Szvetlana           | 24:36:24 | HUN Hallgató-Csík Ivett               | 27:23:42 |
| 2018 | HUN Bogárdi Szilvia      | 26:13:17 | HUN Horn Zsanett                | 27:33:53 | HUN Mag Erika                         | 28:08:59 |
| 2017 | HUN Maráz Zsuzsanna      | 22:31:31 | HUN Huzsvay Edit                | 25:45:16 | SLO Brigita Burja                     | 27:15:19 |
| 2016 | HUN Maráz Zsuzsanna      | 23:17:55 | HUN Kádár Kitti                 | 24:49:53 | HUN Huzsvay Edit                      | 25:54:45 |
| 2015 | HUN Maráz Zsuzsanna      | 21:45:59 | HUN Lubics Szilvia              | 22:23:42 | NED Leonie van den Haak               | 22:34:27 |
| 2014 | HUN Máténé Varju Edit    | 23:41:11 | HUN Druskó Zsófia               | 25:11:59 | FRA Laurence Suisse-Brunet            | 25:13:47 |
| 2013 | HUN Nagy Katalin         | 22:47:24 | HUN Makai Viktória              | 23:49:46 | SLO Natasa Robnik                     | 24:13:45 |
| 2012 | HUN Lubics Szilvia       | 22:09:13 | HUN Máténé Varju Edit           | 25:10:14 | HUN Makai Viktória                    | 26:29:20 |
| 2011 | HUN Lubics Szilvia       | 24:30:39 | HUN Makai Viktória              | 26:44:14 | FIN Tarja Antell                      | 28:22:56 |
| 2010 | HUN Görög Veronika       | 23:35:43 | HUN Lubics Szilvia              | 25:45:34 | HUN Csupor Krisztina                  | 28:12:08 |
| 2009 | HUN Gál Andrea           | 26:19:28 | HUN Horváth Mónika              | 28:15:11 | EST Heleen Vennikas és Pille Vennikas | 30:41:45 |
| 2008 | HUN Wermescher Ildikó    | 25:56:50 | HUN Gál Andrea                  | 28:37:15 | HUN Bontovics Tímea                   | 29:06:20 |
| 2007 | HUN Bontovics Tímea      | 28:32:26 | AUT Claudia Illetschko          | 30:16:06 | HUN Nagy Zoltánné                     | 31:07:54 |

## Külső hivatkozások
- Ultrabalaton
- Ultrabalaton hivatalos Youtube csatornája
- Az utóbbi évek eredményei
- A nemzetközi ultramaratoni szövetség, az IAU hivatalos honlapja
- Az Ultrafutók Magyarországi Szövetségének a hivatalos honlapja